# Sphaerosyllis brasiliensis
Sphaerosyllis brasiliensis är en ringmaskart som beskrevs av Nogueira, San Martin och Ayrton Amaral 200. Sphaerosyllis brasiliensis ingår i släktet Sphaerosyllis och familjen Syllidae. Inga underarter finns listade i Catalogue of Life.